# Nicolai von Wilm
Peter Nicolai von Wilm (Riga, Letònia, 4 de març de 1834 - Wiesbaden, Alemanya, 19 de febrer de 1911) fou un compositor, pianista, director d'orquestra bàltic-alemany.
Alumne del Conservatori de Leipzig (1851-56), el 1857 després d'un extens viatge per Europa, fou nomenat segon director del teatre municipal de Riga, i el 1860, per recomanació del seu amic Adolf von Henselt, en aquell temps inspector general de l'ensenyança musical a la ciutat de Sant Petersburg, fou nomenat professor de piano de l'Institut Nikolai d'aquella ciutat russa. El 1875 traslladà la seva residència a Dresden, i el 1878 a Wiesbaden.
Prolífic compositor, deixà escrites més de 200 obres, especialment de música de cambra, lieder, cors i motets. Entre les obres de cambra assoleixen una superior valuació artística les seves dues sonates per a violí; un sextet per a instrumentació d'arc; una sonata de violoncel, i dues Suites per a piano i violí.